# Pałac w Pogrzebieniu
Pałac w Pogrzebieniu – pałac neorenesansowy znajdujący się w Pogrzebieniu w województwie śląskim, powiecie raciborskim.

## Historia
Posiadłość wraz z pałacem należała do rodziny Larischów, których córka Luiza wyszła w 1815 roku za mąż za zamożnego śląskiego poetę epoki romantyzmu Josepha von Eichendorffa. Zbudowany w 1858 roku jako jednopiętrowy budynek a w 1882 roku Artur von Baildon zakupił ten obiekt dla swojego jedynego syna, pałac stał się posiadłością rodziny Baildonów. W latach 1885–1886 przebudowa nadała mu cechy neorenesansowego pałacu we włoskim stylu willowym, dobudowano wówczas piętro na które prowadzą cenne marmurowe schody. W 1915 r. dobra pogrzebieńskie wraz z pałacem dostały się w posiadanie Jadwigi Voigt, która w 1928 roku sprzedała je spółce parcelacyjnej „Ślązak”. 19 marca 1930 roku posiadłość przejął zakon salezjanów, urządzając w nim Małe Seminarium Duchowne. W latach II wojny światowej w pałacu na krótko utworzono obóz przejściowy dla reemigrantów niemieckich z Besarabii oraz Bukowiny. Następnie utworzono obóz dla ludności polskiej pod nazwą Polenlager 82, który z kolei stał się obozem dla dzieci, tzw. Kinderlager. Obecnie w pałacu jest klasztor sióstr salezjanek, które nabyły go w 1946 roku. W pałacu tym przebywała przez jakiś czas i zmarła siostra Laura Meozzi (1873-1951).
Obok pałacu rośnie stary jesion – najstarsze i najgrubsze drzewo w całej gminie – jego pień ma ponad 5 metrów obwodu. Jest to trzeci, pod względem wieku i grubości jesion w Polsce.